# Zbiornik paliwa

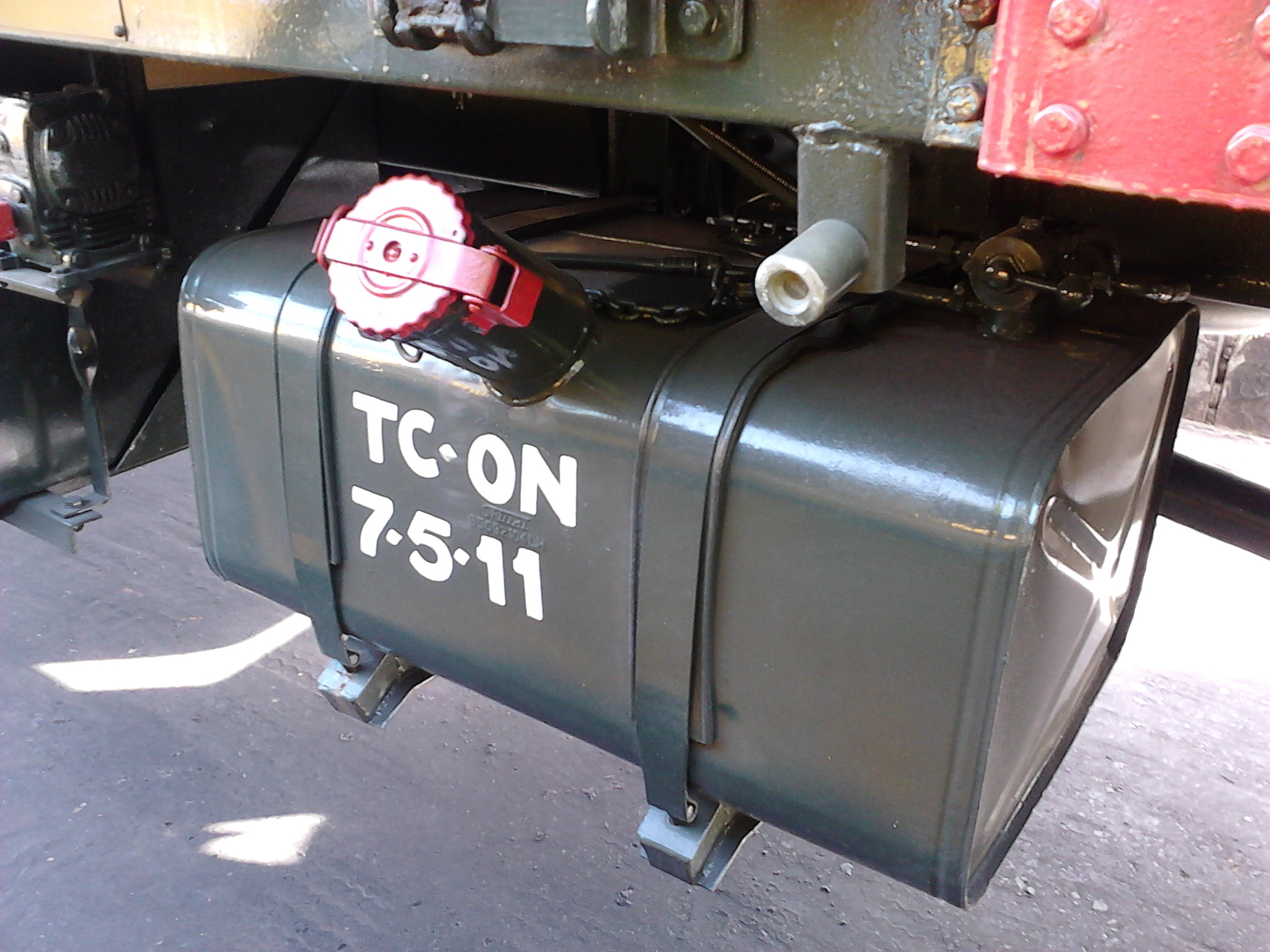
Zbiornik paliwa samochodu ciężarowego

Zbiornik paliwa, bak – zbiornik zasilający paliwem silniki spalinowe zamontowany w pojazdach mechanicznych, statkach wodnych, samolotach oraz przy silnikach stacjonarnych.
Zbiornik paliwa może mieścić w sobie zarówno paliwo ciekłe, jak i gazowe. Zbiornik paliwa zawiera często układ odpowietrzający, wyrównujący ciśnienie wewnątrz zbiornika w miarę ubytku paliwa. Na zbiornikach lub w zbiornikach zwykle umieszczony jest wskaźnik poziomu paliwa lub czujnik poziomu paliwa oraz pompa paliwa przetłaczająca paliwo do silnika. Czasem, zwłaszcza w samolotach, zbiorniki paliwa połączone są z urządzeniem gaśniczym służącym do samoczynnego gaszenia pożaru paliwa. W samolotach często stosuje się tzw. zbiorniki integralne będące częścią konstrukcji skrzydeł lub kadłuba płatowca. W samolotach wojskowych stosowane bywają zbiorniki samouszczelniające się w przypadku przestrzelenia.
Zbiorniki paliwa wykonane są z blachy lub z tworzyw sztucznych. Zbiorniki z tworzyw sztucznych posiadają układy do odprowadzania ładunków elektrostatycznych, których nagromadzenie mogłoby spowodować zapłon paliwa w instalacji paliwowej.

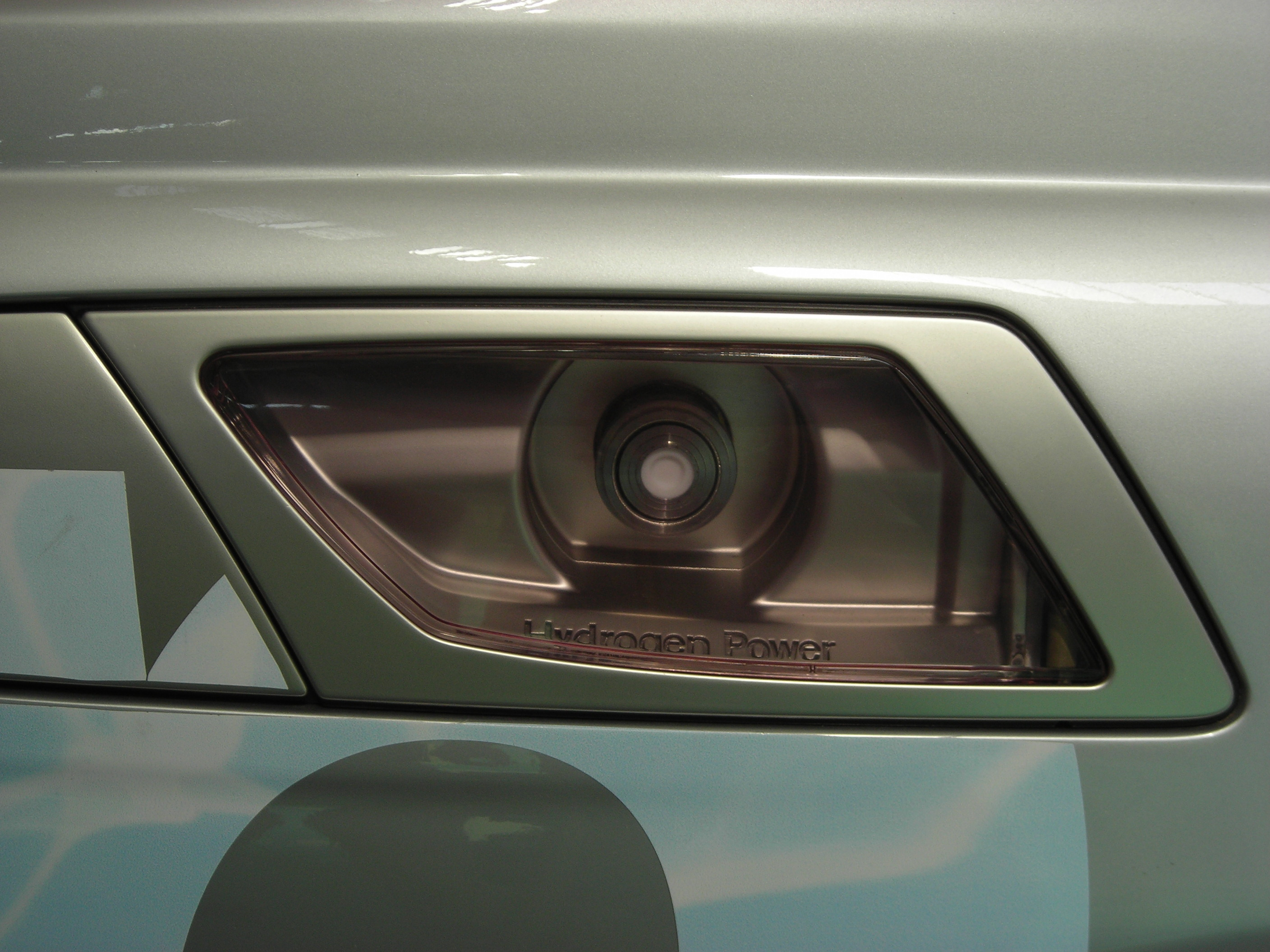
Wlew paliwa do baku samochodu
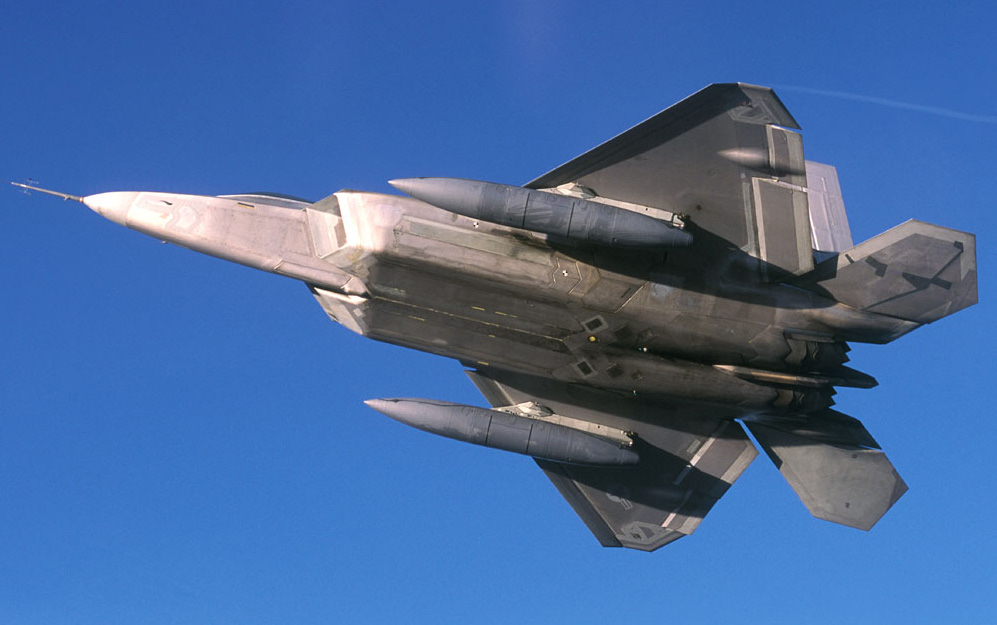
Dodatkowe zbiorniki paliwa w samolocie
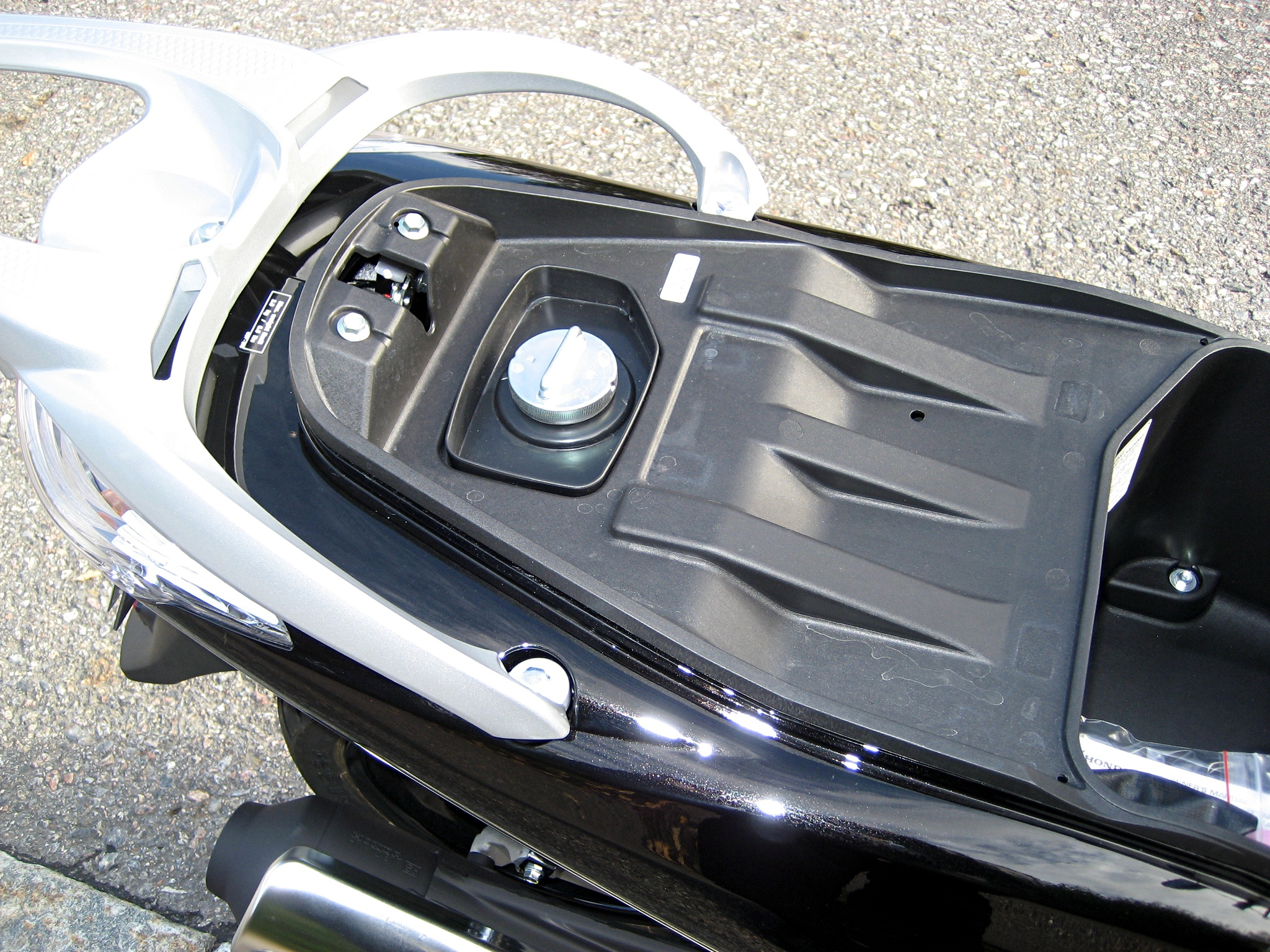
Zbiornik paliwa w motocyklu
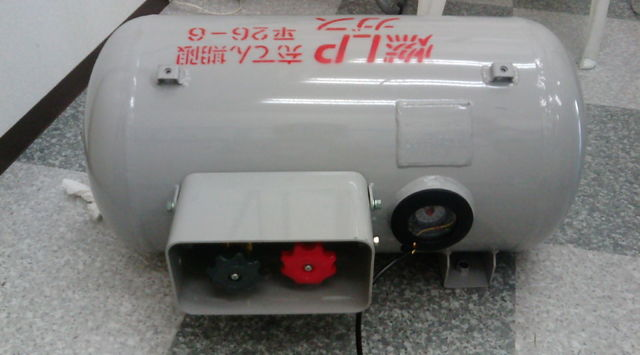
Samochodowy zbiornik paliwa gazowego